# Tallapoosa (Geórgia)
Tallapoosa é uma cidade localizada no estado americano de Geórgia, no Condado de Haralson.

## Demografia
Segundo o censo americano de 2000, a sua população era de 2789 habitantes.
Em 2006, foi estimada uma população de 3121, um aumento de 332 (11.9%).

## Geografia
De acordo com o United States Census Bureau tem uma área de 19,3 km², dos quais 19,2 km² cobertos por terra e 0,1 km² cobertos por água.

## Localidades na vizinhança
O diagrama seguinte representa as localidades num raio de 24 km ao redor de Tallapoosa.